# الاتحاد العربي للحديد والصلب
تأسس الاتحاد العربي للحديد والصلب في الجزائر في عام 1971، كأول اتحاد عربي نوعي حيث يهتم الاتحاد بتطوير وتنمية صناعة الحديد والصلب العربية، يتكون الاتحاد من 89 شركة عضو من 15 دولة عربية ويُعتبر الاتحاد منظمة غير حكومية، ذات كيان خاص ليس لها طابع سياسي أو صبغة تجارية، ويعمل الاتحاد في مجال إعداد الدراسات وتنظيم الدورات وعقد المؤتمرات لازدهار صناعة الحديد والصلب العربية، ولمساعدة أعضائه في تقدمهم الاقتصادي والفني والتكنولوجي. وتشمل مجالات عمل الاتحاد قطاعات الصناعة الاستخراجية والتحويلية المتصلة بالحديد والصلب طبقاً لما حددته النظم والتصانيف المعترف بها والمطبقة دولياً ويهدف الاتحاد من خلال نشاطه إلى إنجاز الأهداف التالية:
1. العمل على التعاون والتنسيق والتكامل في مجالات صناعة الحديد والصلب في الوطن العربي
2. تنشيط وتدعيم التعاون والتعارف وتبادل الخبرات بين أعضائه في جميع المجالات الفنية والتنظيمية المرتبطة بأنشطة الاتحاد.
3. مساعدة الشركات والمؤسسات الأعضاء على تأمين احتياجاتها من المواد الأولية ضمن أفضل الشروط.
4. تزويد الشركات والمؤسسات الأعضاء بالمعلومات الفنية والاقتصادية والتجارية المتعلقة بصناعة الحديد والصلب.
5. المساعدة على تنمية مجالات التدريب المهني والفني للعاملين في صناعة الحديد والصلب وذلك عن طريق تنظيم دورات تدريبية ولقاءات ومؤتمرات وندوات لتبادل الخبرات بين خبراء صناعة الصلب في الدول العربية.
6. مساعدة الأعضاء على حل مشاكلهم التي تدخل ضمن اختصاصاته عندما يطلب منه ذلك.
7. التعاون مع الاتحادات والجمعيات العلمية والمنظمات العربية والأجنبية المماثلة بهدف تبادل الخبرات في مجال صناعة الصلب.
8. القيام بالدراسات الفنية والاقتصادية لتطوير ودعم صناعة الصلب العربية سواء بصفة مستقلة من خبراء الاتحاد أو بالتعاون مع جهات أخرى لديها الخبرات المطلوبة لهذه الدراسة.
9. المعاونة في تنميط وتعريف المصطلحات والمواصفات الفنية المستخدمة في صناعة الحديد والصلب والمؤشرات الحاكمة لها.

ضم الاتحاد العربي للحديد والصلب عند تأسيسه 13 شركة، وقد تضاعف عدد الشركات الأعضاء، حيث وصل إلى 89 شركة، ويمثل إنتاج الشركات الأعضاء في الاتحاد حوالي 90% من إجمالي إنتاج الصلب العربي، وقد اقترب الإنتاج العربي من الصلب الخام من 25 مليون طن، في عام 2013، وتجاوز الـ 30 مليون طن من المنتجات النهائية، يضاف إلى ذلك أن قاعدة الشركات الأعضاء في الاتحاد أصبحت عريضة ومتنوعة، حيث أصبح الاتحاد يضم شريحة واسعة من الشركات المتعددة الأنشطة:
- خام الحديد والخردة
- منتجو الصلب
- المستخدمين النهائيين
- المزودون بالمواد المساعدة
- شركات التوزيع وتجار الصلب:

| الدولة    | عدد الأعضاء |
| --------- | ----------- |
| موريتانيا | 1           |
| المغرب    | 4           |
| الجزائر   | 16          |
| تونس      | 5           |
| ليبيا     | 1           |
| مصر       | 20          |
| سورية     | 17          |
| الأردن    | 4           |
| السعودية  | 10          |
| العراق    | 1           |
| قطر       | 1           |
| الكويت    | 1           |
| البحرين   | 2           |
| اليمن     | 3           |
| الإمارات  | 3           |
| الإجمالي  | 89          |

- مجلس إدارة الاتحاد العربي للحديد والصلب خلال اجتماع مجلس إدارة الاتحاد العربي للحديد والصلب الدورة العادية الـ 104 في الفترة 14 ــ 15 مايو 2012 في مدينة المنامة / مملكة البحرين، تم تسمية السيد خالد أحمد القديري رئيساً لمجلس إدارة الاتحاد العربي للحديد والصلب بدلاً من السيد الدكتور هلال الطويرقي والذي انتهت مدة رئاسته للاتحاد.

ويشغل حالياً السيد القديري رئيساً لمجلس الإدارة والعضو المنتدب لشركة الخليج للاستثمار الصناعي وشركة صلب وشركة يوسكو، وكذلك نائباً لرئيس مجلس الإدارة والعضو المنتدب لشركة فولاذ.